# Stora Transjön
Stora Transjön är en sjö i Marks kommun i Västergötland och ingår i Ätrans huvudavrinningsområde.